# Chinesischer Sonnendachs
Der Chinesische Sonnendachs (Melogale moschata) ist eine Marderart aus der Gattung der Sonnendachse. Man findet sie in Südchina und angrenzenden Teilen Südostasiens.

## Merkmale

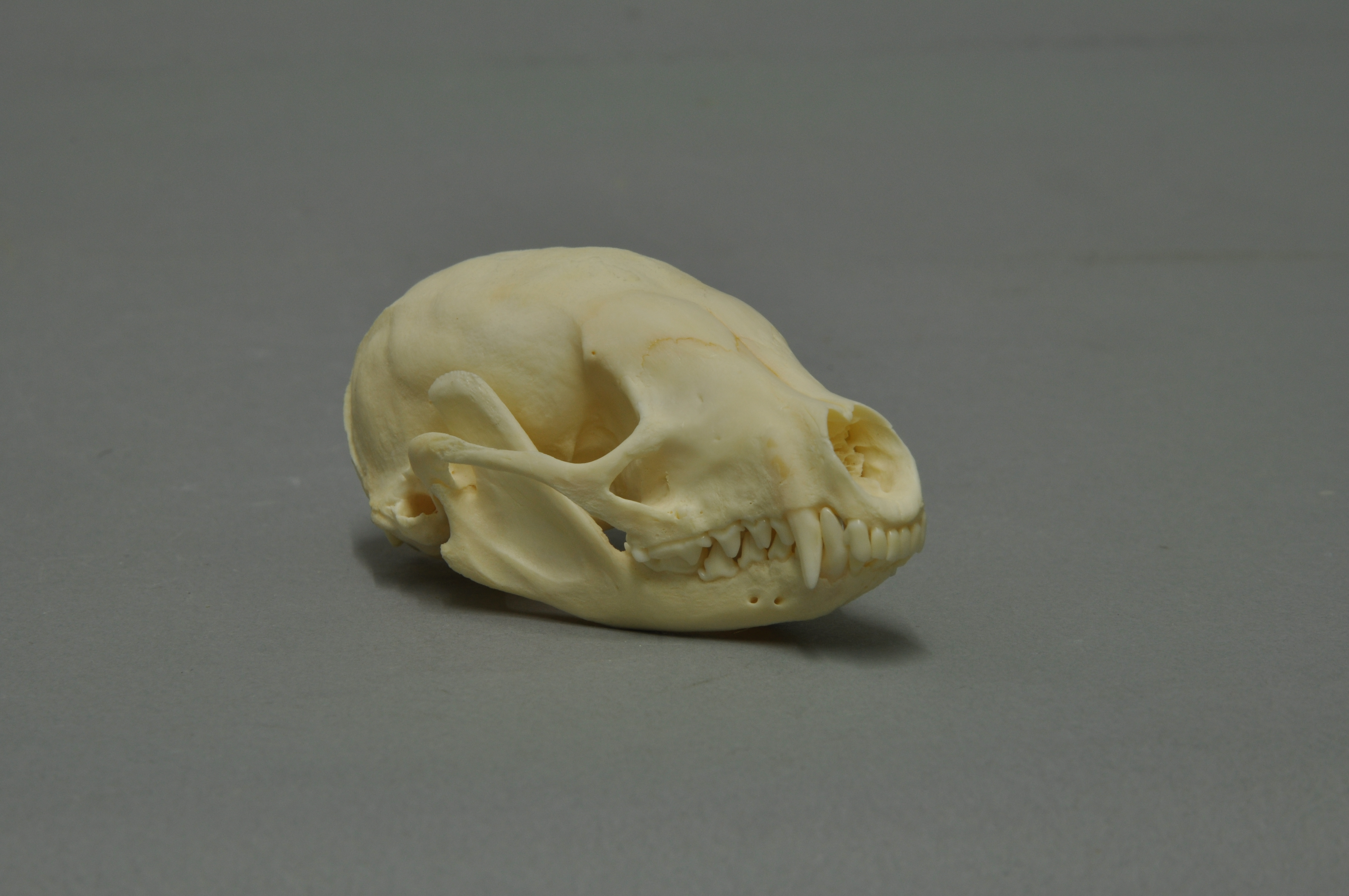
Schädel eines chinesischen Sonnendachses (Sammlung Museum Wiesbaden)

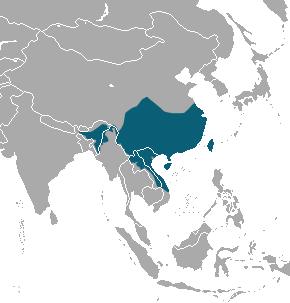
Verbreitungsgebiet (blaugrün) des Chinesischen Sonnendachses

Der Chinesische Sonnendachs ähnelt sehr stark dem Burma-Sonnendachs, dessen Verbreitungsgebiet südlich angrenzt. Die chinesische Art erreicht eine Kopf-Rumpf-Länge von 30–40 cm. Der Schwanz misst 10–15 cm und ist damit kürzer als die halbe Kopf-Rumpf-Länge. Beim ähnlichen Burma-Sonnendachs ist er dagegen etwas länger. Das Körpergewicht beträgt etwa 0,8 bis 1,6 kg. Wie bei allen Sonnendachsen ist der Körper recht schlank, die Schnauze lang. Die Fellfarbe des Chinesischen Sonnendachses variiert von schwarz bis grau. Insbesondere an Kopf und Hals ist die Grundfärbung dunkel und kontrastiert auffällig mit den weißen Partien. Die weißen Bereiche der Kopfzeichnung sind in der Regel weniger ausgedehnt als beim Burma-Sonnendachs. Allerdings ist dieses Merkmal recht variabel. Ein weiteres Unterscheidungsmerkmal stellt die weiße Nackenlinie dar, die weniger stark ausgeprägt ist als beim Burma-Sonnendachs und sich normalerweise nicht weiter als bis zu den Schultern erstreckt. Der Schwanz ist hellbraun mit weißer Spitze und relativ buschig. Die Grabkrallen sind stark entwickelt, die Weibchen besitzen zwei Zitzenpaare. Im Vergleich zum Burma-Sonnendachs sind die Zähne deutlich kleiner.

## Verbreitung, Bestand und Unterarten
Der Chinesische Sonnendachs kommt im südlichen China, in Nord-Myanmar, Nordost-Indien, in Vietnam, Laos sowie auf den Inseln Hainan und Taiwan vor. Die Art gilt nicht als bedroht. Über die genauen Bestandsverhältnisse ist allerdings kaum etwas bekannt. In Vietnam und Laos, wo die Verbreitungsgebiete von Burma-Sonnendachs und Chinesischem Sonnendachs aneinander angrenzen, ist eine Zuweisung zur jeweiligen Art of schwierig. Bestandsangaben sind daher nur unter Vorbehalt zu betrachten.

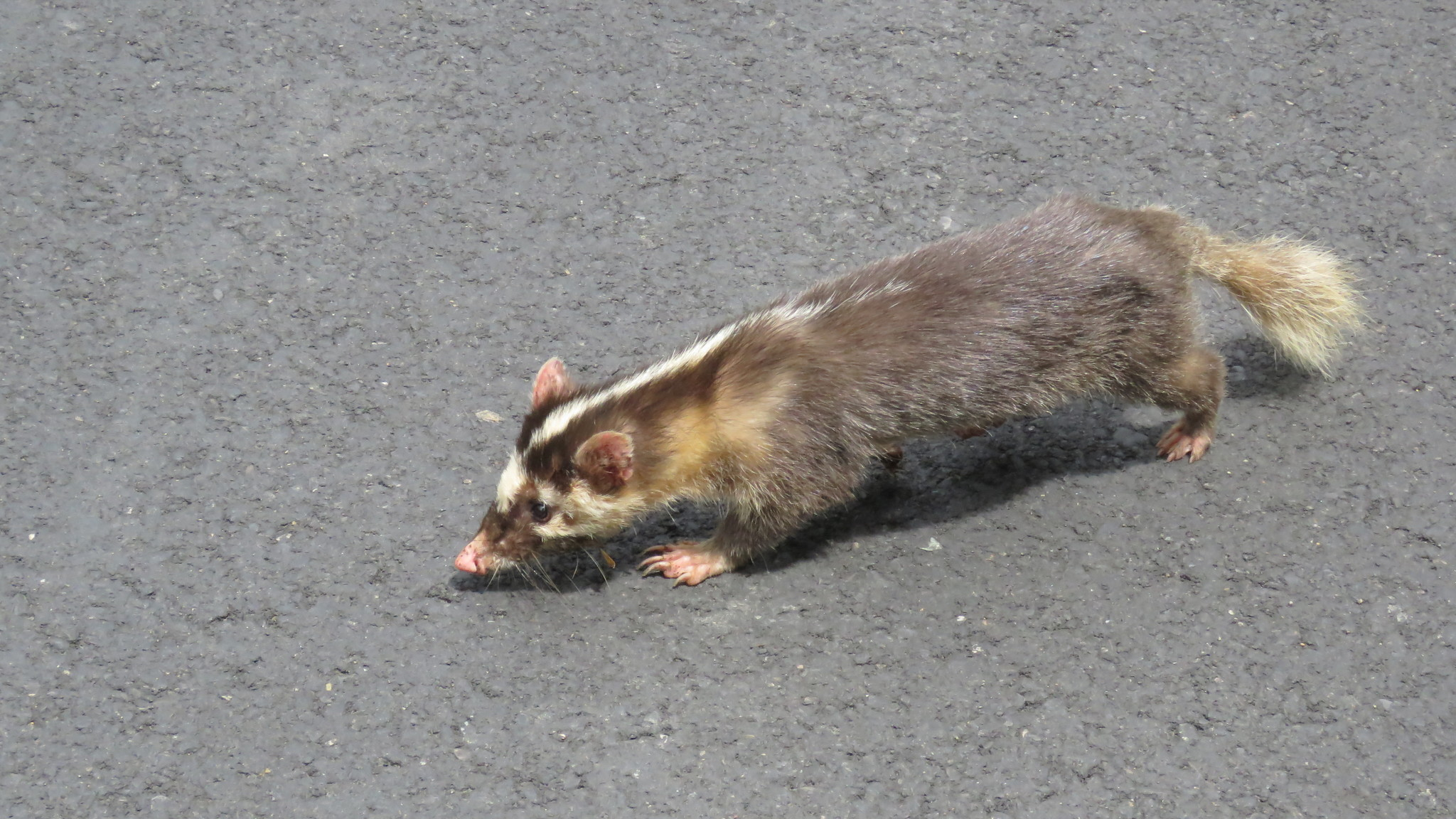
M. m. subaurantiaca

Man unterscheidet folgende Unterarten:
- M. m. moschata (Gray, 1831): Südostchina in Guangdong, Guangxi, Guizhou, Yunnan sowie auf der Insel Hainan und in Laos
- M. m. ferreogrisea (Hilzheimer, 1905): Zentralchina
- M. m. millsi (Thomas, 1922): Nordwest-Yunnan (China) über Nord-Myanmar bis Nordost-Indien
- M. m. sorella (G. M. Allen, 1929): Fujian (China)
- M. m. subaurantiaca (Swinhoe, 1862): Taiwan, wird von einigen Autoren als eigenständige Art angesehen.[3]
- M. m. taxilla (Thomas, 1925): Vietnam

## Lebensweise
Die Lebensräume des Chinesischen Sonnendaches sind tropische und subtropische Wälder, Grasländer und Kulturland. Er ernährt sich vielseitig von Wirbellosen (Würmer, Insekten), kleinen Säugetieren, Vögeln, Fröschen, Eidechsen, Eiern und Früchten. Chinesische Sonnendachse sind vor allem nacht- und dämmerungsaktiv. Sie leben einzelgängerisch und halten sich meist am Boden auf, können allerdings auch klettern. Über die Größe der Streifgebiete ist wenig bekannt. Eine Studie in China, die allerdings nur die Verteilung der täglichen Schlaflager berücksichtigt, ergab einen Mittelwert von etwa 11 ha pro Tier. Die Paarungszeit liegt im März, die Jungen kommen offenbar im Mai nach einer Tragzeit von etwa 60–80 Tagen zur Welt. Ein Wurf umfasst ein bis vier Jungtiere, die blind, aber behaart zur Welt kommen.

## Kontakt zu Menschen
Der chinesische Sonnendachs ist als potentieller Überträger der Tollwut bekannt. Beispielsweise wurden in Taiwan im Jahr 2017 insgesamt 17 Bissverletzungen durch den chinesischen Sonnendachs den Gesundheitsbehörden gemeldet. In 13 Fällen war in dem Tier das Tollwutvirus nachweisbar. Im Gegensatz zu Taiwan, wo seit 1957 kein Fall von menschlicher Tollwut mehr aufgetreten ist, kommt es in der Volksrepublik China jährlich zu Hunderten von Tollwut-bedingten Todesfällen. Hauptsächlich sind Hunde die Überträger, aber auch Sonnendachse sind als Reservoir des Tollwutvirus bekannt.
Personen, die von einem Chinesischen Sonnendachs gebissen wurden, sollten sich zeitnah bei einem Arzt vorstellen um gegebenenfalls eine Postexpositionsprophylaxe durchführen zu lassen.